# Mézières-lez-Cléry
Mézières-lez-Cléry – miejscowość i gmina we Francji, w Regionie Centralnym, w departamencie Loiret.
Według danych na rok 1990 gminę zamieszkiwały 583 osoby, a gęstość zaludnienia wynosiła 22 osoby/km² (wśród 1842 gmin Centre, Mézières-lez-Cléry plasuje się na 617. miejscu pod względem liczby ludności, natomiast pod względem powierzchni na miejscu 442.).